# SUPER LOVERS
《SUPER LOVERS》是阿部美幸的耽美類型日本漫畫作品，作品講述一對年齡差距8歲的養兄弟的愛情故事。由於主角之一的弟弟在故事開始的年齡只有8歲，未成年前就與兄長有過度親密的行為，而成為議論甚至批評的焦點之一。2010年時於《Ciel》開始連載，2014年8月時移至《Emerald》連載至今。漫畫單行本由角川書店出版發行。2012年起外文譯本先有韓文版，次年有法文版。2016年4月起電視播放第一期，2016年9月中文版授權台灣角川出版發行，次年起陸續出現中文、意大利文、德文譯本。
2015年4月30日發售的《Emerald》雜誌上對外宣稱策劃製作動畫，該年9月對外正式宣佈由耽美類動畫製作經驗豐富，有長期合作關係的STUDIO DEEN製作。2016年4月6日起，在日本AT-X、TOKYO MX等電視台深夜時段分10話播出該作品改編的電視動畫。該動畫製作公司此前也曾製作同一作者的作品《八犬傳－東方八犬異聞－系列》全兩期的電視動畫，也向來負責製作該雜誌另一重要漫畫家中村春菊作品。導演是此前執導《FAIRY TAIL》、《記錄的地平線》等電視動畫作品的石平信司，這也是他初次執導耽美類動畫。導演傾向能將《SUPER LOVERS》製作成廣泛的觀眾層都能觀賞的動畫，但從動畫的支持者分佈來看，作品依然偏向女性市場並較受到女性視聽者歡迎。同年6月8日，在第1期最後一話片尾和官方推特上宣佈預定在2017年1月播出第2期，除劇名和製作委員會更動為「SUPER LOVERS 2」外，維持原有製作人員。2017年1月12日起，分10話在日本AT-X首播播出動畫第2期，片頭、片尾曲皆沿用第1期的唱者。

## 故事簡介
故事主要敘述海棠晴和海棠零兩養兄弟糾結的愛情日常。還是高中生的海棠晴在暑假時，因離異多年未見的生母春子誆稱病篤而自日本飛奔加拿大，結果在那裡突然迎來了生命中的另一位弟弟零。零身世不明，本來是個誰也無法管束的野孩子，晴的溫柔和堅毅最終成功打開了零的心扉，兩人甚至約定好將來要一起居住日本。夏末，歸國的晴卻遇上車禍，同車的生父和後母雙亡，晴失去了整個夏天的回憶，家庭破裂，兄弟分離，心裡也留下了創傷。
五年後，零信守約定越洋而來。高中退學成為牛郎的晴，突然受律師柏木幹子知會，其戶籍中除雙胞胎弟弟亞樹、蒔麻外，父母生前還領養了一個弟弟。疑惑不安的晴和不諳世事的零經歷一番波折的磨合後，零一度放棄回到加拿大，恢復了部分記憶的晴隨後緊追而去，兩人在加拿大共度一年後才回返日本。零在日本初中畢業並升上私立名校蒼陵高校的同時，在晴的努力下，海棠家遷入向柏木律師租借的新居，至此晴終於一償宿願，使四兄弟同居一屋簷下。放棄牛郎事業的晴，為順便照顧長不高的零的飲食，選擇在新居所經營新咖啡廳「CAFE & BAR WHITE FANG」的白天時段維生。漸曉人事又進入青春期的零，和晴從親吻開始，逐漸超越養兄弟的情分，兩人的感情不斷遭遇小矛盾和危機時，週圍的人溫柔接納並守護他們的感情。在故事主軸外，晴和零的親朋好友們也分別陷入各種不同的情感混亂和煩惱。

## 登場角色

### 海棠家
海棠零（聲：神谷浩史、三瓶由布子（幼少）／皆川純子）
男主角。海棠家四男。與晴、亞樹、蒔麻完全沒有血緣關係。漫畫中開始時為8歲。
孤兒，生於12月25日，據春子猜測，6歳時為吸毒的母親所賣，最後遭人遺棄在加拿大素里的路旁。在海棠家領養前曾遭虐待。首次與晴會面時，是個赤足行走野外、手抓食物塞口、不肯睡床、拒絕洗澡、害怕人群的野孩子。在晴的細心溫柔的照料下，漸卸心防，逐漸聽從晴的管教。之後，對教導了眾多事物的晴產生了兄弟以上的感情。性格直率單純，故每多生事，突如其來的奇問異行常驚愕眾人，連晴也能惹得勃然大怒。
最愛犬科動物和米飯。很忌諱晴說他小顆、矮小。自小接受春子及多位物理界精英的春子眾友人指導的關係，故數理傑出，除英語外，也會法語、西班牙語、德語。日語方面則面臨各種困難。
海棠晴（聲：森川智之／前野智昭、藤原夏海（幼時））
男主角。海棠家長男。與亞樹、蒔麻為同父異母兄弟，零則完全無血緣關係。與零相距8歲。
自外祖父處遺傳了特異的瞳色，外表英凜的笨蛋，是不辨善惡隨波逐流的類型，一輩子命運乖戾，奔波勞碌。7月7日出生，幼時父母離異，8歲以前隨生母春子在加拿大成長，之後隨生父在日本新家庭中小心翼翼地生活，生命處處孤寂，因故待人溫柔。極度友愛弟弟們，高中時即立志畢業後搬出家裡與眾弟弟同住。17歲那年照顧零時為零的可愛所折服，故日後經常過度保護而惹怒零使得風波四起。牛郎時期的源氏名為「夏」（與夏生同名），以該職養活一家人。當兄弟四人住在一起的心願遂成，乃轉和老朋友清華共同經營「CAFE＆BAR WHITE FANG」，為日間經營咖啡屋的店長。
擅長家務。
海棠亞樹（聲：福山潤／松岡禎丞、飯田友子（幼時））
海棠家次男，與蒔麻是雙胞胎。雙胞胎中的兄長，但身高不如同是雙胞胎的三弟蒔麻。
欽慕長兄，性格傲嬌，起初極力反對零的到來，日後仍時時作弄零；極嗜肉食。
海棠蒔麻（聲：小野大輔／寺島拓篤、宮嶋ひとみ（幼時））
海棠家三男，與亞樹是雙胞胎。雙胞胎中的弟弟。
性格冷靜沉著，在時而爭執失和的長男、末子間調解、斡旋。一直想要弟弟，因此歡迎零的到來。
海棠崇、海棠留理（聲：小川輝晃（崇）、佐佐木優子（留理）／千葉一伸（崇）、桑島法子（留理））
四兄弟的父母。留理不是晴的生母，零則是養子。
留理與春子關係很好，會電話往來，在領養零時曾蒙春子幫助。在高速公路的交通事故中雙雙故去。

### 海棠家親族
春子·D·狄克曼（聲：田中敦子／同左）
晴的生母、零的養母。暢銷小說家、物理学者，哈佛出身。零去日本後，返回瑞士CERN工作。性格豪壯，零對她極為崇拜、信任。討厭晴稱呼「母親」，要求稱呼為「春子小姐」。
斯波夏生（聲：無／佐藤拓也、內藤有海（幼時））
海棠兄弟父系的表兄弟，比晴小1歲。在海棠家老家的八丈島成長。11歲時母親（聲：石松千惠美）離世，後來家裡因欠債逃亡外國，債留日本使得海棠家受盡苦難。大學畢業後回日本，在歌舞伎町工作時因與晴相似（並與晴同名夏）而引起話題。對海棠家三兄弟間突然新增了末子零感到好奇，因此與海棠家再度往來。
羅普、文惠（聲：中村浩太郎（羅普）、定岡小百合（文惠）／宮下榮治（羅普）、片貝薰（文惠））
文惠是春子的阿姨，日裔。羅普夫婦擁有牧場。零初領養時，曾到春子家幫忙照顧零。

### 海棠兄弟相關的角色
柏木幹子（聲：澤海陽子／同左）
春子的友人，律師。在零就讀的蒼陵高中擔任理事，也是晴車禍就醫、複診醫院的法律顧問。
海棠家出事後，為照顧零無法分身的春子代理晴的事務，成為晴的身份保證人。晴蒙她照顧，從而牛郎時期業績從寬，客源卻廣。
家境富殷，向晴廉價租出海棠四兄弟共居、營業的產業。
佐佐木郁芳（聲：瀧澤樹／村瀨步）
晴的牛郎同僚，源氏名為郁。極為仰慕晴而任職牛郎，又追隨晴辭去牛郎，在晴經營的咖啡屋工作。本千葉農家子弟，手足眾多，排斥務農。
清華（聲：齋賀光希／同左）
漂亮的跨性別女性。晴高中時期的同級生。與晴共同經營一店，清華為晚間酒吧的店長。原名為高森清次（たかもり せいじ）。
小野寺茂光（聲：廣田行生／辻親八）
晴任牛郎時的老房東。如今該房是郁芳承租。零向他打工，自他處得到小狗「狸貓」。平日有往來，會出席海棠家的慶祝活動。嗜食三色羊羹。
兒子因癌症去世，媳婦節子（聲：瀨尾惠子／瀧本富士子）為護士長，常催促老房東將公寓改建公寓大廈；兩者經常有言語衝突。
澤田紀保
海棠家鄰里花店的女性。與榎本瑛的父親結婚並生下芹，離婚後帶著女兒芹（せり）回到娘家。與晴同年。

### 蒼陵高中
黑崎十全（聲：興津和幸／福島潤）
零在高中認識的朋友、同班同學。高中以前都在關西一帶就學，故說話是關西腔。
黑崎是母親新近改嫁後的新姓氏；很愛新家庭剛出生的妹妹。
近藤紀里（聲：喜多村英梨／白石涼子）
零自中三以來的朋友，兩人也就讀同一所高中。與零同屬英語文化圈長大的歸國子女，故氣味相投。性格剛強，略有男子氣。
榎本瑛
與零同屬特待生。身邊常有許多人跟隨出入。不知何故對零滿懷敵意，零也很罕見地會報以敵意的人。家庭似乎有點複雜。
篁志朗（聲：無／置鮎龍太郎）
蒼陵高中男生棟的保健醫生。為零刨根問底的各種問題大為頭疼。因為零而和海棠家有所往來。後因蒼陵理事幹子所託，不得已常與夏生一起行動。

### 其他
橘千里
流連牛郎之地的貴公子。對夏生有好感，在他的上班日必然出現。

## 書目資訊

### 創作經緯
日本漫畫家阿部美幸在長篇作品《八犬傳－東方八犬異聞－》連載5年後，同時創作登載的另一部長篇作品。2010年時於BL向、少女漫畫為主的《Ciel》雙月刊開始連載，2014年8月時移至女性向BL為主的《Emerald》季刊連載至今。2015年4月30日雜誌上宣佈製作動畫。動畫製作一節詳見下處。

### 外文譯本
至2018年7月為止，共授權出版5種外文譯本，依次為韓文、法文、中文、意大利文、德文。
2012年2月22日，韓國首爾文化社出版韓文譯本首卷。2013年5月23日，法國Taifu Comics同時出版首兩卷法文譯本。2016年9月12日，台灣角川對外公佈取得中文版授權。翌年1月5日首兩卷中文譯本同時出版。2017年5月17日，意大利Edizioni BD出版社發行首卷意大利文譯本。2018年7月26日，德國Altraverse出版社推出德文版首卷。

### 市場反應
2010年11月，距第1卷出版4個月的第2卷出版時，日本角川書店宣稱第1卷銷量突破24萬本。2013年11月第6卷出版時，宣佈系列前5卷銷量累積數突破80萬本。

### 出版書籍
| 卷數 | 角川書店       | 角川書店                                                | 台灣角川       | 台灣角川               |
| 卷數 | 發售日期       | ISBN                                                    | 發售日期       | ISBN                   |
| ---- | -------------- | ------------------------------------------------------- | -------------- | ---------------------- |
| 1    | 2010年7月28日  | ISBN 978-4-0485-4500-6                                  | 2017年1月5日   | ISBN 978-986473430-6   |
| 2    | 2010年11月26日 | ISBN 978-4-0485-4562-4                                  | 2017年1月5日   | ISBN 978-986473431-3   |
| 3    | 2011年6月28日  | ISBN 978-4-0485-4644-7                                  | 2017年3月16日  | ISBN 978-986473463-4   |
| 4    | 2011年11月28日 | ISBN 978-4-0412-0074-2                                  | 2017年4月7日   | ISBN 978-986473486-3   |
| 5    | 2012年8月30日  | ISBN 978-4-0412-0388-0                                  | 2017年8月10日  | ISBN 978-986-473-806-9 |
| 6    | 2013年11月1日  | ISBN 978-4-0412-0900-4                                  | 2017年8月10日  | ISBN 978-986-473-807-6 |
| 7    | 2014年8月1日   | ISBN 978-4-0410-1894-1                                  | 2017年11月8日  | ISBN 978-986-473-962-2 |
| 8    | 2015年8月1日   | ISBN 978-4-0410-3300-5                                  | 2017年12月11日 | ISBN 978-957-853-135-2 |
| 9    | 2016年4月30日  | ISBN 978-4-0410-4150-5                                  | 2018年2月5日   | ISBN 978-957-853-174-1 |
| 10   | 2017年1月1日   | ISBN 978-4-0410-4151-2 ISBN 978-4-0410-4152-9〈限定版〉 | 2018年8月16日  | ISBN 978-957-564-385-0 |
| 11   | 2017年9月1日   | ISBN 978-4-0410-5295-2 ISBN 978-4-0410-5294-5〈限定版〉 | 2019年7月4日   | ISBN 978-957-743-128-8 |
| 12   | 2018年12月28日 | ISBN 978-4-0410-7622-4                                  | 2020年1月13日  | ISBN 978-957-743-474-6 |
| 13   | 2019年8月30日  | ISBN 978-4-04-108600-1ISBN 978-4-0410-8601-8〈特裝版〉  | 2021年3月22日  | ISBN 978-986-524-269-5 |
| 14   | 2020年9月1日   | ISBN 978-4-04-109799-1ISBN 978-4-04-109798-4〈特裝版〉  | 2022年4月28日  | ISBN 978-626-321-370-8 |
| 15   | 2021年8月30日  | ISBN 978-4-04-111665-4ISBN 978-4-04-111659-3〈特裝版〉  | 2023年9月21日  | ISBN 978-626-352-930-4 |
| 16   | 2022年9月1日   | ISBN 978-4-04-112834-3ISBN 978-4-04-112835-0〈特裝版〉  | 2024年7月18日  | ISBN 978-626-400-266-0 |
| 17   | 2023年9月1日   | ISBN 978-4-04-113998-1                                  | 2025年7月24日  | ISBN 978-626-435-051-8 |
| 18   | 2024年8月30日  | ISBN 978-4-04-115199-0ISBN 978-4-04-115200-3〈特裝版〉  |                |                        |

## 廣播劇CD
角川書店曾於2011至2012年間推出共3卷廣播劇CD。部分角色尤其是主要角色所任用的聲優與後來2016年播出的電視動畫版聲優不同，可參見登場角色。
- 《SUPER LOVERS》 Vol.1 2011年3月下旬發售（C03907）[68]
- 《SUPER LOVERS》 Vol.2 2011年5月下旬發售（C03908）[69]
- 《SUPER LOVERS》 Vol.3 2012年3月下旬發售（C04521）[70]

另外2012年時，也曾在抽選活動中對外贈出與《世界一初戀》同碟共5千份的限量版非賣品廣播劇CD。
- 《Wonderful LOVE Year 第1期 世界一初戀 SUPER LOVERS》 2012年1月下旬贈出（非賣品）[71]

## 電視動畫
2016年4月6日起，在日本AT-X、TOKYO MX等電視台深夜時段分10話播出該作品改編的電視動畫。其中AT-X首播，於當地時間23時30分向日本全域播送。同年6月8日，在第1期最後一話片尾和官方推特上宣佈預定在2017年1月播出第2期。第2期添上數字成為「SUPER LOVERS 2」，製作人員並無重大更動，製作委員會則跟進改名。2017年1月1日，隨漫畫第10卷限定版附OAD。2017年1月12日起，在日本AT-X、TOKYO MX等電視台深夜時段播出該作品改編的第2期電視動畫。首播電視台同是AT-X，亦是於當地時間23時30分起向日本全域播放。2017年9月1日，隨漫畫第11卷限定版附OAD。

### 製作

#### 第1期
2015年4月30日發售的《Emerald》春之號上對外宣稱策劃製作動畫，該年9月對外正式宣佈由STUDIO DEEN製作。該動畫製作公司此前也曾製作同屬阿部美幸的作品《八犬傳－東方八犬異聞－系列》全兩期的電視動畫，也曾製作《Emerald》另外一位重要漫畫家中村春菊的《世界一初戀系列》、《純情羅曼史》等耽美作品。導演則是此前執導《FAIRY TAIL》、《記錄的地平線》等電視動畫作品的石平信司，其中《記錄的地平線》2014年的第2期也是STUDIO DEEN所製作。這是他初次執導耽美類動畫。
首次接手耽美類動畫的石平信司，在製作方相詢時即答允接案，除作為導演想要接觸更多元的作品外，也有認為自己作為男性，相對於女性角色應該更能理解男性角色的想法。他從原作來理解，主張該作劇情述說的是「晴與零的故事」，是超越劇情類型的戀愛故事。他認為故事焦點落在晴和零兩人的關係上，而眾角色為此逐漸聚集並守護他們。
角色塑造上，他以「金玉其外敗絮其中」的角度理解海棠晴，起用女性配音員來中性化海棠零的演繹。與原作接軌的部分中，原作者阿部美幸除了詳釋台詞和提示細節外，也向動畫製作方敘述了在原作中並未描繪的加拿大一年空白期間，當時主角倆在加拿大所發生的事情。動畫製作上，該導演特意著重關乎動物種類、動物走姿的動物設計，也在生活用品等物設計細節相關的道具設計方面表示頗下功夫。
石平信司以他小學時期喜歡看的喜劇類動畫《妙殿下》為例，認為男性同性別間的戀愛故事的觀賞也很歡快，雖說兩者劇情類型有異，他仍然以此看齊且自我挑戰，企望此次動畫也能夠成為受廣泛觀眾群喜愛的作品。

#### 第2期
第1期播出最終話時即在片尾處宣佈製作第2期。9月時，官網上宣佈除劇名等更動為《SUPER LOVERS 2》外，製作人員並無重大變動。2016年10月23日的活動「SUPER LOVERS Autumn Festival」上，宣佈播出日期外，也宣佈片頭曲、片尾曲的主唱者與第1期相同。

### 製作人員
- 原作：阿部美幸（KADOKAWA／Emerald連載中）
- 監督：石平信司
- 助監督：渡部穩寬
- 系列構成：中村能子
- 角色設計：瀧原美樹
- 道具設計：川崎愛香
- 動物設計：神谷美也子
- 道具作畫監督：荒木彌緒、岡戶智凱
- 美術監督：三宅昌和
- 裝飾藝術：山本蒼美（日语：山本蒼美）
- 音響監督：秦昌二（日语：はたしょう二）
- 音響製作：DAX Production
- 音樂：高梨康治、片山修志、加藤賢二（Team-MAX）
- 音樂製作：日本古倫美亞
- 動畫製作：STUDIO DEEN
- 製作：「SUPER LOVERS」製作委員会（第1期）[73]→「SUPER LOVERS 2」製作委員会（第2期）[74]

### 主題曲

#### 第1期
片頭曲是歌手矢田悠祐的出道作。他指出該曲爽朗輕快，歌詞向觀眾傳達安心感和該動畫的世界觀。
片頭曲
作詞、作曲、編曲：園田健太郎，主唱：矢田悠祐
片尾曲
作詞：宮嶋淳子（SUPA LOVE），作曲、編曲：hisakuni（SUPA LOVE），主唱：海棠四兄弟 [海棠零（皆川純子）、海棠晴（前野智昭）、海棠亞樹（松岡禎丞）、海棠蒔麻（寺島拓篤）]

#### 第2期
2016年10月23日的活動上，揭示第2期片頭、片尾兩曲的唱者與第1期相同。第2期片尾曲的唱者，每話不盡相同，共有七種組合，其中雙人合唱六種（零與晴為第1、9話；晴與亞樹為第2話、零與蒔麻為第4話；亞樹與蒔麻為第5話；晴與蒔麻為第7話；零與亞樹為第8話），四人合唱一種（第3、6、10話、OAD2）。
片頭曲
作詞、作曲：山田智和，編曲：睦月周平，主唱：矢田悠祐
片尾曲
作詞：高瀨愛虹，作曲：no_my，編曲：瀧澤俊輔（TRYTONELABO），主唱：海棠四兄弟 [海棠零（皆川純子）、海棠晴（前野智昭）、海棠亞樹（松岡禎丞）、海棠蒔麻（寺島拓篤）]

### 各集列表
| 集數  | 日文標題        | 中文標題        | 劇本       | 分鏡       | 演出               | 作畫監督                                       | 總作畫監督                 |
| 第1期 | 第1期           | 第1期           | 第1期      | 第1期      | 第1期              | 第1期                                          | 第1期                      |
| ----- | --------------- | --------------- | ---------- | ---------- | ------------------ | ---------------------------------------------- | -------------------------- |
| #1    | forest green    | forest green    | 中村能子   | 石平信司   | BoB白旗            | 伊藤智子、さとうりか                           | 瀧原美樹                   |
| #2    | black eye       | black eye       | 中村能子   | 渡部穩寬   | 渡部穩寬           | 野口莉英子、原田幸枝、さとうりか               | 中村深雪、中本尚           |
| #3    | white christmas | white christmas | 中村能子   | 石平信司   | 橫田一平           | 鈴木奈都子                                     | 中村深雪、工藤裕加         |
| #4    | young grass     | young grass     | 大場小百合 | 石平信司   | 川崎芳樹           | 青木真理子、海老原雅夫、 西村彩、HEO SUENG GEE | 工藤裕加、中本尚           |
| #5    | cherry blossom  | cherry blossom  | 中村能子   | 西本由紀夫 | 土屋浩幸           | 吉田美和、さとうりか、古住千秋                 | 瀧原美樹、中本尚           |
| #6    | cloudy sky      | cloudy sky      | 山田由香   | BoB白旗    | 高橋英俊           | 齋藤溫子                                       | 瀧原美樹、中村深雪、中本尚 |
| #7    | white fang      | white fang      | 大場小百合 | 伊勢昌弘   | 橫田一平           | 鈴木奈都子                                     | 瀧原美樹、工藤裕加、中本尚 |
| #8    | blue sky        | blue sky        | 山田由香   | BoB白旗    | BoB白旗            | 伊藤智子、吉田美和、 大塚八愛、さとうりか      | 瀧原美樹、工藤裕加         |
| #9    | rainy season    | rainy season    | 大場小百合 | 渡部穩寬   | 稻葉友紀           | 吉川佳織、阿部恒                               | 瀧原美樹、中本尚           |
| #10   | summer storm    | summer storm    | 中村能子   | 渡部穩寬   | 渡部穩寬           | 原田幸枝、野口莉英子、大塚八愛                 | 中村深雪                   |
| OAD1  | 不適用          | 不適用          | 中村能子   | 石平信司   | 安藤貴史           | さとうりか、松下郁子、中島美子                 | 中本尚                     |
| 第2期 |                 |                 |            |            |                    |                                                |                            |
| #1    | in the pink     | 身處粉色        | 中村能子   | 西本由紀夫 | 阿部達也           | 伊藤智子、本多美雪、吉田美和                   | 中村深雪                   |
| #2    | gold star       | gold star       | 山田由香   | BoB白旗    | 岩本保雄           | 齋藤溫子                                       | 工藤裕加、中本尚           |
| #3    | white lie       | white lie       | 大場小百合 | 西本由紀夫 | 中村近世           | 伊藤智子、野口莉英子、古住千秋                 | 瀧原美樹、工藤裕加         |
| #4    | see red         | see red         | 山田由香   | 渡部穩寬   | 渡部穩寬           | 本多美雪、中本尚、 川添亞希子、松浦里美        | 瀧原美樹、中本尚           |
| #5    | black and white | black and white | 大場小百合 | 齊藤哲人   | 白石道太           | 永吉隆志、桐谷真咲、挽本敦子                   | 中村深雪                   |
| #6    | marine blue     | marine blue     | 中村能子   | 石平信司   | 門田英彥           | 本多美雪、松浦里美、 川添亞希子、是本晶        | 瀧原美樹、中本尚           |
| #7    | sweet peach     | sweet peach     | 山田由香   | 渡部穩寬   | 奧野浩行           | 新保卓郎、森下勇輝                             | 工藤裕加、中村深雪         |
| #8    | heavy fog       | heavy fog       | 大場小百合 | BoB白旗    | BoB白旗            | 伊藤智子、手島勇人、田中小百合                 | 中本尚                     |
| #9    | silver lining   | silver lining   | 中村能子   | 石平信司   | 岩本保雄           | 齋藤溫子                                       | 工藤裕加                   |
| #10   | happy days      | happy days      | 中村能子   | 石平信司   | 渡部穩寬           | 古住千秋、八代紀實子、 中島美子、田中小百合    | 瀧原美樹、中本尚           |
| OAD2  | 不適用          | 不適用          | 中村能子   | 渡部穩寬   | 清水一伸、辻橋綾佳 | 宮田瑠美                                       | 瀧原美樹、工藤裕加、中本尚 |

### 網路廣播
廣播名稱《電視動畫「SUPER LOVERS」 RADIO LOVERS》，第2期時同步為SUPER LOVERS 2。於音泉播放，自2016年4月6日起至12月14日每週三更新，共19回，同年12月28日起至翌年3月24日每週五更新，共7回。海棠零（皆川純子）和海棠晴（前野智昭）主持。

### 動畫迴響

#### 動畫評價

##### 第1期
歐美觀賞者在評價動畫時即面臨道德上的非議和困難，在動畫新聞網部分首集的評價文上尤其可以見到評論中都特別提到他們對主角零和晴的相距8歲的年齡差感到輕微至極度的不舒服，雖然理解兄弟兩主角非有血緣關係依然大有排斥感，並傾向不予評分。動畫新聞網的評論者之一Lynzee Loveridge即拒絕評分，並與《白兔糖》的養成經過比較，即使市面上耽美作品較罕有，依然決定放棄觀賞；Nick Creamer則驚斥此動畫為戀童癖題材，並對網路得以合法播送感到驚訝，也對西方市場是否能夠接受抱有懷疑；Jacob Hope Chapman雖拒絕評價但筆鋒較緩和，類比為少年愛類作品，針對戀童一說，他辯解劇情後來已經安排零在16歲成年「教化」以後才選擇晴，因此與其它耽美作品如2015年播放第三期的《純情羅曼史》其實是相類似的一般耽美作品，另外他提到了作品中晴主張接吻為加拿大問候風俗一事其實在現實的加拿大是不存在的；Rebecca Silverman是動畫新聞網首集評價文的評論者群中惟一提供評分的評論人，5分中的2分，她認為此動畫結合了三大敏感要素，非血親的亂倫、養成元素和巨大的年齡差，她認為首集劇情平平，但特別指出喜歡狗群的存在，另外由於晴離開生母春子後的生活刻畫不足等使得晴的角色刻畫過於平坦。UK Anime Network的Clover Harker就前三集而言在評價上10分給了7分，主張該動畫除年齡差外其它方面並未逾矩，並認為動畫畫面背景，尤其是加拿大風景，相當賞心悅目。
前述的動畫新聞網在季後，對春季動畫進行總評並由評論者選出最優、最劣作品等。其中該作得到兩個最劣的評價，其中一位評論人Jacob Chapman曾經好評《LOVE STAGE!!》和《同級生》，不過對於該作無法擺脫2000年代以前舊式耽美模式，而在日本的銷量還壓過同期的《在下坂本，有何貴幹？》、《少年女僕》、《田中君總是如此慵懶》甚至還擁有第二期的製作則感到難過，他認為市場已經開始有譬如《同級生》般對同性戀群體更為正向的作品，無須再選擇侮辱性向少數群體且價值扭曲的作品。Rebecca Silverman則非從價值出發，而是對動畫的製作非常不滿。除認為與原作人設風格乖離外，也認為人物部分動畫中的動作怪異，她評論劇情整體節奏過快，感受不到主角間感情的培養，直斥製作方對稀有的BL動畫作品製作的草率。

##### 第2期
Rebecca Silverman在第2期是惟一進行首集評價的評論者，同是2分。惟依然對動畫的製作中，如人物與家具間奇怪的作畫感到不滿，對劇情中不尊重跨性別者的性別選擇的對話也感到不安。無論惡評或好評，該動畫該季皆未出現在動畫新聞網的季後總評；不過其中評論人Rebecca Silverman在評價其它動畫時有稍微提起，但並無任何新的評語，亦無關該季優劣評價。由於並無任何評論人願意追蹤，也未列入動畫新聞網每季動畫的每週評分。

#### 市場反應

##### 第1期
該作在日本Charapedia春季番中期（4月28日至5月4日）「下週之後還想看」的投選中，在65部春季番中得19位，其中女性票列第9位，值得注意的是，在10000名投選者中有111票投給該作，而其中96票來自女性，約87%。臺灣Animen動漫平台的春季番滿意度調查報告中也情況相似，該作在61部動畫滿意度的綜合排行中得第15位，其中女性投票者中居第7，男性投票者中則不入前10。中國彈幕視頻網站嗶哩嗶哩2016年的<四月新番完結報告>中，該作在人均B幣榜上第一，該作首卷BD銷量居2016年春季番十甲以內，在《我的英雄學院》與《飛翔的魔女》之間，皆在3000至4000餘張間。評論家Chris Beveridge評論Oricon的動畫光碟銷量單週數據時，正值該作動畫光碟首卷發售的第一週，他指出該類動畫的企劃動機一般在於進一步擴大宣傳漫畫，其商業上的成敗，更偏向關注漫畫的銷路而非動畫光碟的銷量。

##### 第2期
在日本Charapedia的冬季番中期（1月19日至2月1日）「下週之後還想看」的投選中，在50部冬季番中得17位，10000名投選者中得170票，按性別分析投票男女皆10名不入，其中女性投票者偏好的第10位《élDLIVE宇宙警探》為96票。中國彈幕視頻網站嗶哩嗶哩在2017年的<一月新番完結報告>中，該作的總播放量排名第10、彈幕相關的吐槽量為平均每分鐘814條，與追番總人數皆列第9。

## 外部連結
- 電視動畫「SUPER LOVERS」官方網站（页面存档备份，存于）（日語）
- 「SUPER LOVERS」官方的X（前Twitter）（日語）